# Townville
Townville es un borough ubicado en el condado de Crawford en el estado estadounidense de Pensilvania. En el año 2000 tenía una población de 306 habitantes y una densidad poblacional de 207 personas por km².

## Geografía
Townville se encuentra ubicado en las coordenadas 41°40′47″N 79°52′54″O / 41.67972, -79.88167.

## Demografía
Según la Oficina del Censo en 2000 los ingresos medios por hogar en la localidad eran de $35,833 y los ingresos medios por familia eran $37,500. Los hombres tenían unos ingresos medios de $30,417 frente a los $21,458 para las mujeres. La renta per cápita para la localidad era de $14,258. Alrededor del 1.4% de la población estaba por debajo del umbral de pobreza.